# Međuopćinska nogometna liga Karlovac – Kutina – Sisak 1973./74.
Međuopćinska nogometna liga Karlovac – Kutina – Sisak (također i Međupodručna liga Karlovac – Kutina – Sisak, Međuliga liga Karlovac – Kutina – Sisak) za sezonu 1973./74. je bila liga petog stupnja nogometnog prvenstva Jugoslavije. 
 Sudjelovalo je 14 klubova, a prvak je bila "INA" iz Siska.

## Ljestvica
| mj. | klub                                  | ut. | pob. | ner. | por. | gol+ | gol- | bod |
| --- | ------------------------------------- | --- | ---- | ---- | ---- | ---- | ---- | --- |
| 1.  | INA Sisak                             | 26  | 18   | 6    | 2    | 70   | 20   | 42  |
| 2.  | Duga Resa                             | 26  | 17   | 4    | 5    | 57   | 28   | 38  |
| 3.  | Moslavina Kutina                      | 26  | 15   | 6    | 5    | 62   | 26   | 36  |
| 4.  | Jaska Jastrebarsko                    | 26  | 15   | 4    | 7    | 50   | 47   | 34  |
| 5.  | Jedinstvo Ogulin                      | 26  | 12   | 5    | 9    | 44   | 38   | 29  |
| 6.  | Gavrilović Petrinja                   | 26  | 12   | 3    | 11   | 51   | 45   | 27  |
| 7.  | BSK Budaševo                          | 26  | 8    | 8    | 10   | 44   | 46   | 24  |
| 8.  | Željezničar Sunja                     | 26  | 10   | 4    | 12   | 46   | 50   | 24  |
| 9.  | Sloga Novoselec                       | 26  | 8    | 8    | 10   | 41   | 52   | 24  |
| 10. | Borac (Novo Selo – Sisak)             | 26  | 9    | 6    | 11   | 33   | 48   | 24  |
| 11. | Ivan Lola Ribar (Mostanje – Karlovac) | 26  | 8    | 3    | 15   | 38   | 55   | 19  |
| 12. | Ivanić (Ivanić-Grad)                  | 26  | 8    | 2    | 16   | 49   | 56   | 18  |
| 13. | Udarnik Okešinec                      | 26  | 4    | 6    | 16   | 28   | 64   | 14  |
| 14. | Krajišnik Velika Kladuša              | 26  | 4    | 3    | 19   | 19   | 57   | 11  |

- "Krajišnik" iz Velike Kladuše – klub iz Bosne i Hercegovine

## Rezultatska križaljka
| kratica | klub                                  | BOR | BSK | DUR | GAV | ILRM | INA | IVI | JAS | JED | KRA | MOS | SLO | UDA | ŽELJ |
| --- | ------------------------------------- | --- | --- | --- | --- | ---- | --- | --- | --- | --- | --- | --- | --- | --- | ---- |
| BOR | Borac (Novo Selo – Sisak)             |     |     |     |     |      |     |     |     |     |     |     |     |     |      |
| BSK | BSK Budaševo                          |     |     |     |     |      |     |     |     |     |     |     |     |     |      |
| DUR | Duga Resa                             |     |     |     |     |      |     |     |     |     |     |     |     |     |      |
| GAV | Gavrilović Petrinja                   |     |     |     |     |      |     |     | 3:1 |     |     |     |     |     |      |
| ILRM | Ivan Lola Ribar (Mostanje – Karlovac) |     |     |     |     |      |     |     |     |     |     |     |     |     |      |
| INA | INA Sisak                             |     |     |     |     |      |     |     |     |     |     |     |     |     |      |
| IVI | Ivanić (Ivanić-Grad)                  |     |     |     |     |      |     |     | 1:2 |     |     |     |     |     |      |
| JAS | Jaska Jastrebarsko                    |     |     |     |     |      | 2:1 |     |     | 3:0 |     | 1:1 | 0:0 |     |      |
| JED | Jedinstvo Ogulin                      |     |     |     |     |      |     |     |     |     |     |     |     |     |      |
| KRA | Krajišnik Velika Kladuša              |     |     |     |     |      |     |     |     |     |     |     |     |     |      |
| MOS | Moslavina Kutina                      |     |     |     |     |      |     |     | 0:1 |     |     |     |     |     |      |
| SLO | Sloga Novoselec                       |     |     |     |     |      |     |     |     |     |     |     |     |     |      |
| UDA | Udarnik Okešinec                      |     |     |     |     |      |     |     |     |     |     |     |     |     |      |
| ŽELJ | Željezničar Sunja                     |     |     |     |     |      |     |     |     |     |     |     |     |     |      |
| |                                       |     |     |     |     |      |     |     |     |     |     |     |     |     |      |
| podebljan rezultat - utakmice od 1. do 13. kola (1. utakmica između klubova) rezultat normalne debljine - utakmice od 14. do 26. kola (2. utakmica između klubova) rezultat nakošen - nije vidljiv redoslijed odigravanja međusobnih utakmica iz dostupnih izvora rezultat smanjen * - iz dostupnih izvora nije uočljiv domaćin susreta prekrižen rezultat - poništena ili brisana utakmica p - utakmica prekinuta 3:0 p.f. / 0:3 p.f. - rezultat 3:0 bez borbe |                                       |     |     |     |     |      |     |     |     |     |     |     |     |     |      |

 Izvori:

## Poveznice
- Zagrebačka zona 1973./74.
- Područna liga NSP Karlovac 1973./74.